# قصص من اليهود (كتاب)

غلاف الكتاب - طبعة دار العلوم

قصص من اليهود كتاب من تأليف محمد الحسيني الشيرازي، وجاء في تعريف الكتاب:

وهو من تأليف المرجع الديني الراحل آية الله العظمى السيد محمد الحسيني الشيرازي أعلى الله درجاته. ويحوي الكتاب مجموعة من قصص اليهود عبر العصور المختلفة مع تعليقات مختصرة نافعة. ويشير قدّس سرّه أيضاً إلى بعض القصص التي عايشها. وكان  يقول: اليهود بشر وهم قابلون للهداية، كما إهتدى كثير منهم في صدر الإسلام على يد رسول الله صلى الله عليه وآله والإمام أمير المؤمنين وسائر المعصومين صلوات الله عليهم. وكان قد أكد قبل رحيله بعدة أيام على بعض التجّار بفتح مواقع على الإنترنت باللغة العبرية لهداية اليهود إلى الإسلام.